# 汉贝庙
汉贝庙，赐名“善源寺”，位于内蒙古自治区锡林郭勒盟阿巴嘎旗别力古台镇，是一座藏传佛教格鲁派寺院。

## 简介
汉贝庙位于阿巴嘎旗别力古台镇查干朝鲁塔拉，是原来的阿巴哈纳尔旗的第二大庙。汉贝庙在丁末年（1727年）创建，创建者为阿巴哈纳尔右旗那木吉拉贝勒，并聘西藏热希轮希旁边热希金巴希日布扎木苏喇嘛担任主持，后又获“汉贝”称号。该寺在清廷注册，并获授匾额“善源寺”。
1930年至1940年间，汉贝庙的喇嘛有500多名。文化大革命期间，汉贝庙被彻底破坏。
1984年，随着宗教政策落实，为汉贝庙喇嘛提供了一处位于原主庙东北方向的四合院作为庙院。1999年，庙内有喇嘛10人左右，到2008年仍维持该规模。